# Sampierdarena
 (mai 2014).
Si vous disposez d'ouvrages ou d'articles de référence ou si vous connaissez des sites web de qualité traitant du thème abordé ici, merci de compléter l'article en donnant les références utiles à sa vérifiabilité et en les liant à la section « Notes et références ».
Sampierdarena (autrefois San Pier d'Arena, Saint-Pierre-d'Arena) est un quartier assez peuplé de l'ouest de Gênes. 

## Origine du nom
Le nom San Pier d'Arena (à peu près saint Pierre de la plage) renvoie à une légende selon laquelle l'apôtre saint Pierre, premier pape de l'Église, aurait débarqué sur la plage de ce lieu pour y porter le christianisme.

## La grande Gênes
Autrefois commune autonome jouxtant le port, à côté de la zone de la Lanterna, elle fut annexée au chef-lieu en 1926 lors de la création de la Grande Gênes en vertu d'une loi spéciale avec 18 autres communes du Génois, territoire qui correspondait à peu près à l'actuelle ville métropolitaine de Gênes.

## Histoire
Au Moyen Âge et jusqu'au XVIIIe siècle c'était surtout un lieu de villégiature, à peu près au même rang que les bourgs voisins Sestri Ponente, Pegli, Pra' et Voltri. Témoins de cette faste période, quelques somptueuses villas.
À partir de 1830, Sampierdarena devint un des plus grands centres industriels italiens. On mentionnera l'installation des Forges Balleydier en 1832, absorbées par les usines Ansaldo (voir (en) Ansaldo), le pôle sidérurgique de Italsider (s'étendant aussi sur Cornigliano) et les usines du secteur des transports. La présence de nombreux ouvriers lui donna de contester à la commune de Biella (BI) le surnom de « Manchester d'Italie ».
Dans la première moitié du XXe siècle l'amplification du port imposée par la croissance des échanges a fait perdre à Sampierdarena sa belle plage de sable, au lieu de laquelle sont construits des quais modernes encore actifs et les docks du nouveau port.

## Aujourd'hui

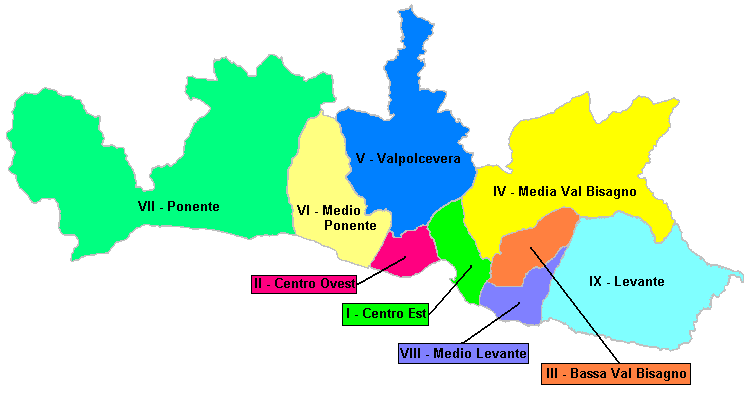
En rose, le municipio Centre Ouest auquel appartient le quartier de Sampierdarena dans la basse vallée du Polcevera.

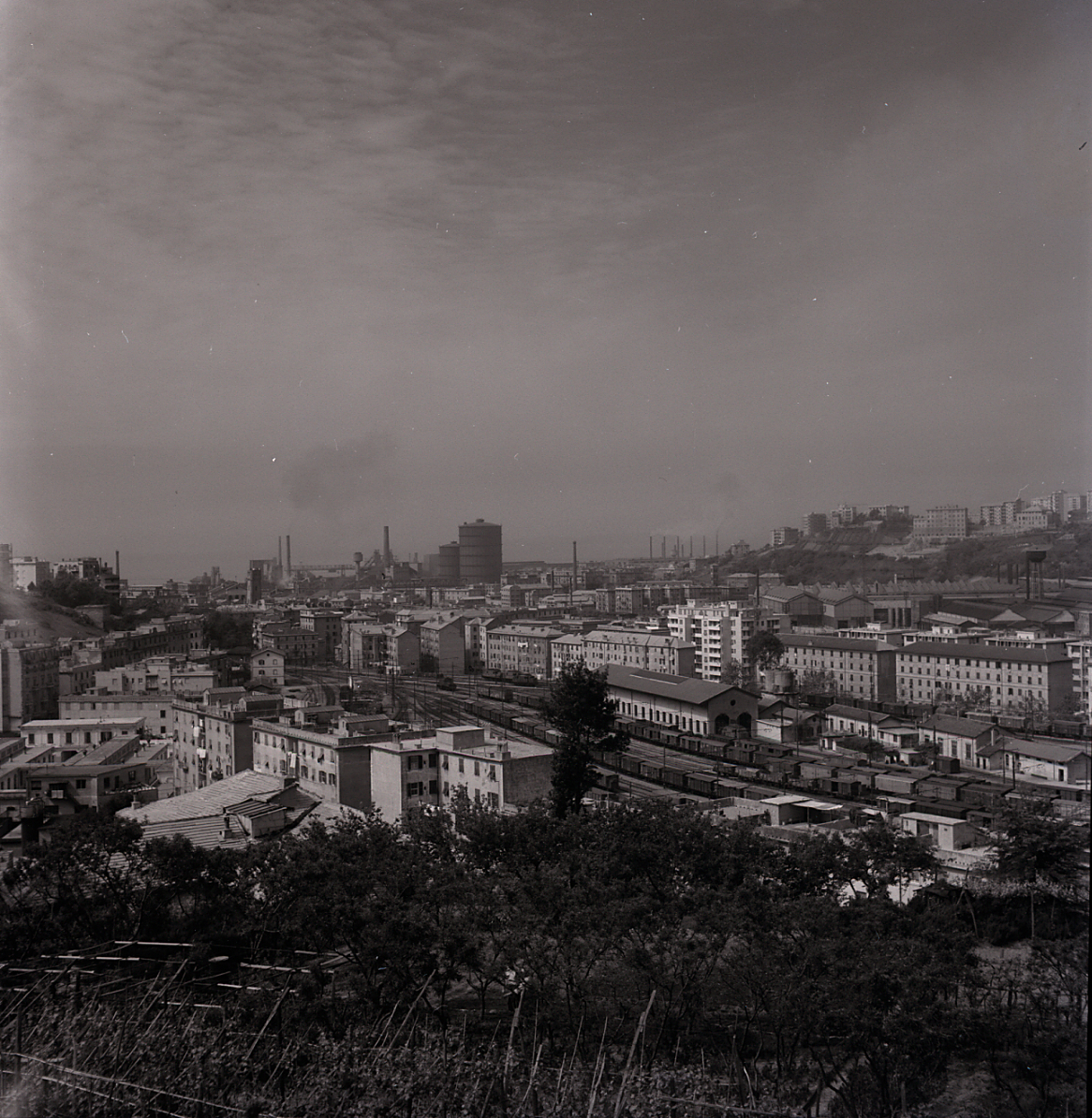
Gênes, basse vallée du Polcevera, vue sur le parc ferroviaire du Campasso, à la limite entre les quartiers de Sampierdarena et Rivarolo (Certosa). Sur le fond les aciéries de Cornigliano avec au centre le haut-fourneau, et la colline de Coronata. Photographie de Paolo Monti (1965).

Là où s'élevait l'imposant établissement Ansaldo (voir Ansaldo), un quartier résidentiel a vu le jour autour d'un centre commercial, un palais des sports et un cinéma multi-salles. L'opération - dans une ville plus habituée à ronchonner (mugugno) qu'à s'enthousiasmer - a cependant été bien acceptée du fait de la revalorisation du site. La volonté de garder des traces des structures industrielles a prévalu et certains bâtiments ont été restaurés.
Siège du troisième hôpital de Gênes (Villa Scassi), Sampierdarena continue fièrement à se considérer comme une petite ville, comme un archipel de rues et de places quasi autonomes par rapport au centre-ville ; les quartiers populaires du chef lieu, concentrés en Rivarolo in primis, qui se sont beaucoup développés dans les années 1990) n'influent pas beaucoup sur sa vie.
Motif de fierté du quartier, la prestigieuse société de football : l'U.C. Sampdoria, née en 1946 de la fusion entre la société Sampierdarenese - qui avait eu de bons succès dans les années 1930 - et la société qui s'était donné comme titre Andrea Doria.
Le 14 août 2018, le pont Morandi qui permettait à l'autoroute A10 de franchir le Polcevera s'effondre. 43 personnes sont tuées et 16 autres blessées dans la chute de leurs véhicules avec le tablier du pont ou sous les décombres du pylône. Plus de 600 résidents des rues Walter Fillak et Enrico Porro dont les immeubles sont situés sous le deuxième pylône du viaduc fragilisé en limite du quartier de Rivarolo sont évacuées, comme les habitants de la rue del Compasso, au-delà des voies ferrées, également classée en « zone rouge », dont les immeubles se situent à proximité du troisième pylône.

## Personnalités liées à Sampierdarena
- Walter Fillak (1920-1945), résistant auquel a été dédiée la rue du même nom
- Enrico Porro (1859-1931), ingénieur auquel a été dédiée la rue du même nom

## Galerie

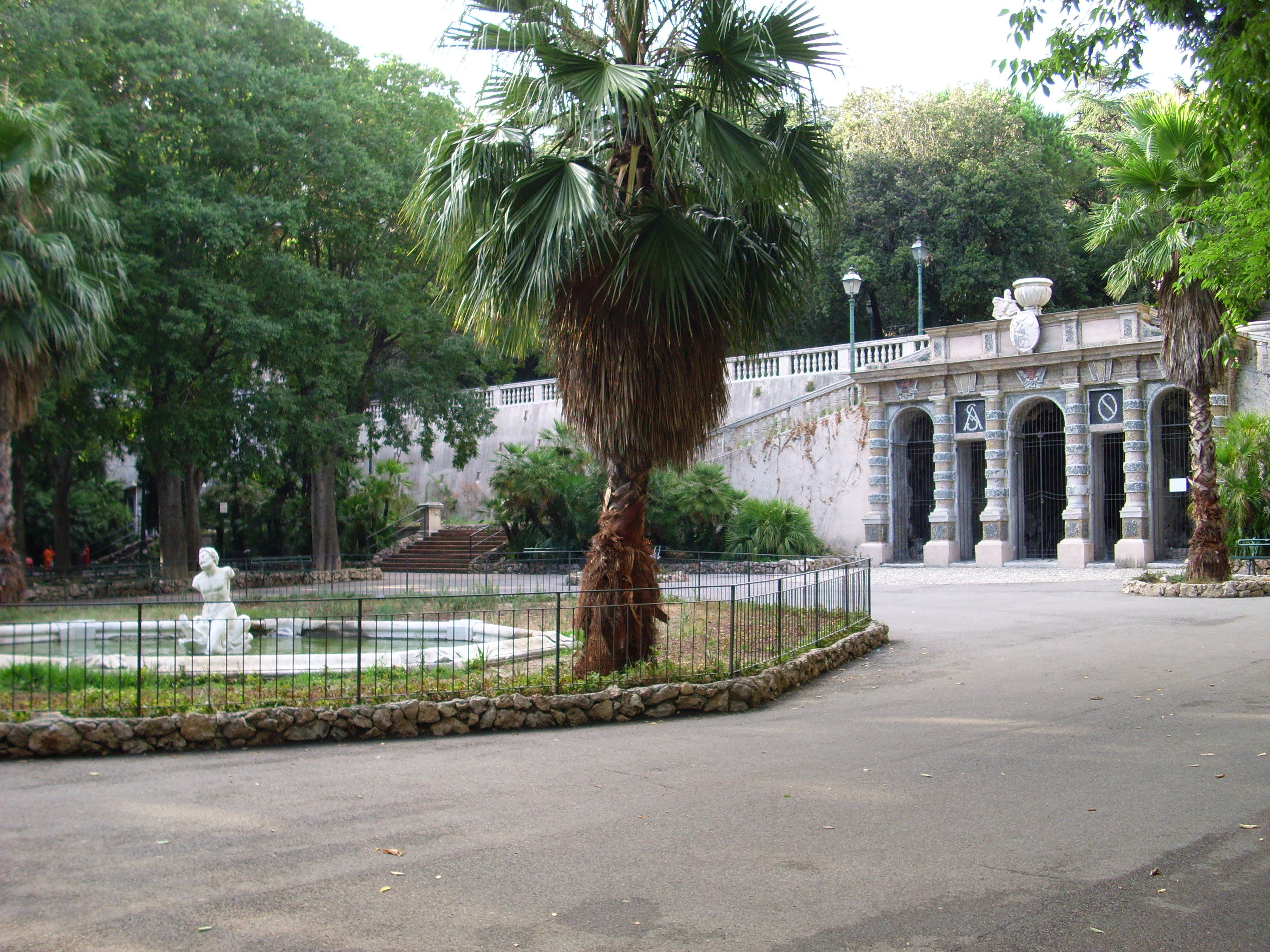
Le parc de la Villa Scassi
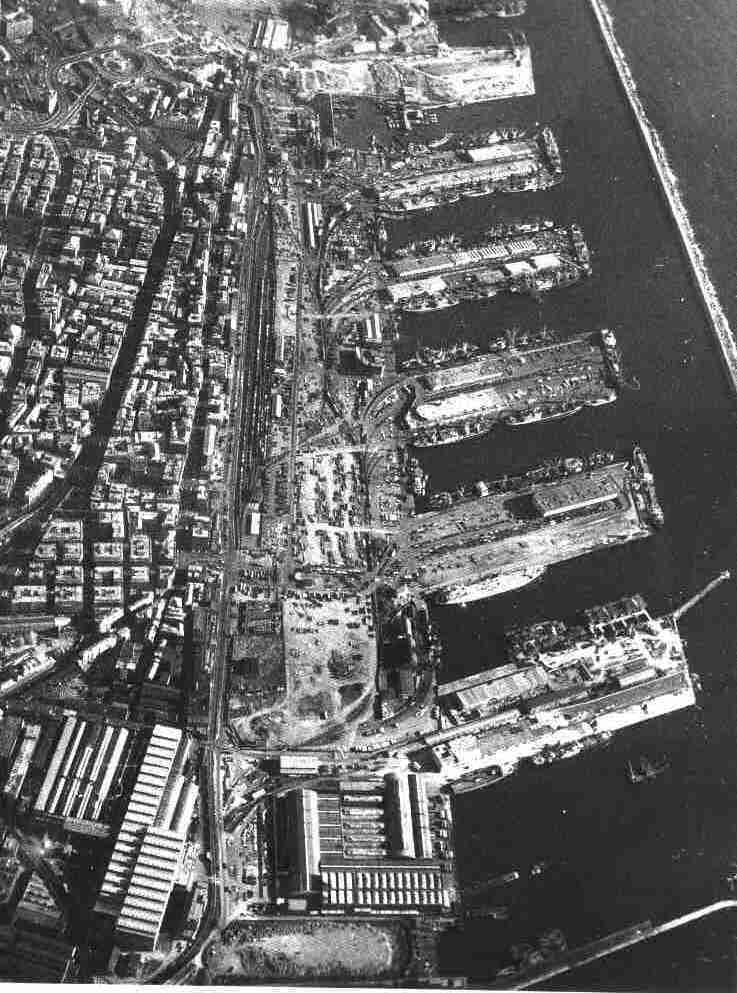
Le port
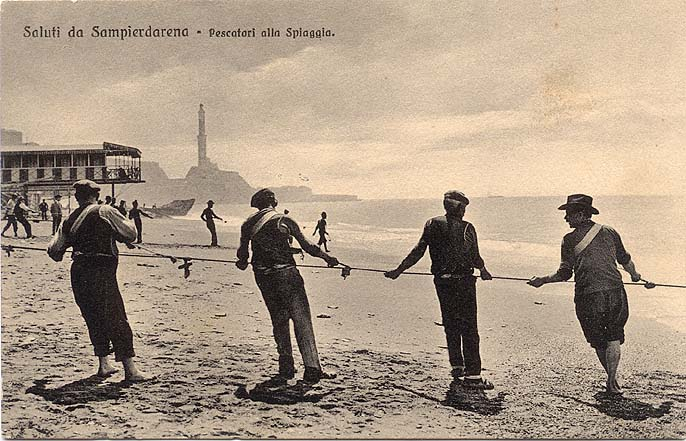
Ancienne carte postale de la place
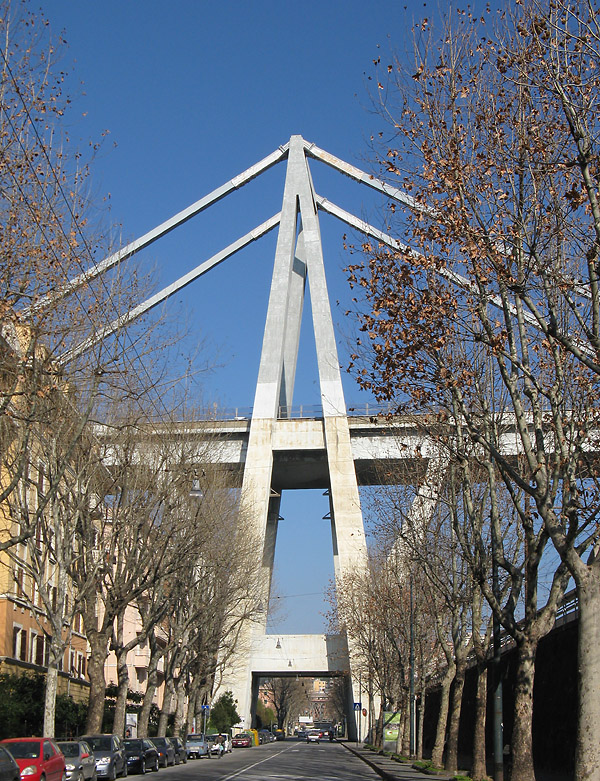
Le viaduc du Polcevera franchissant la rue Walter Fillak
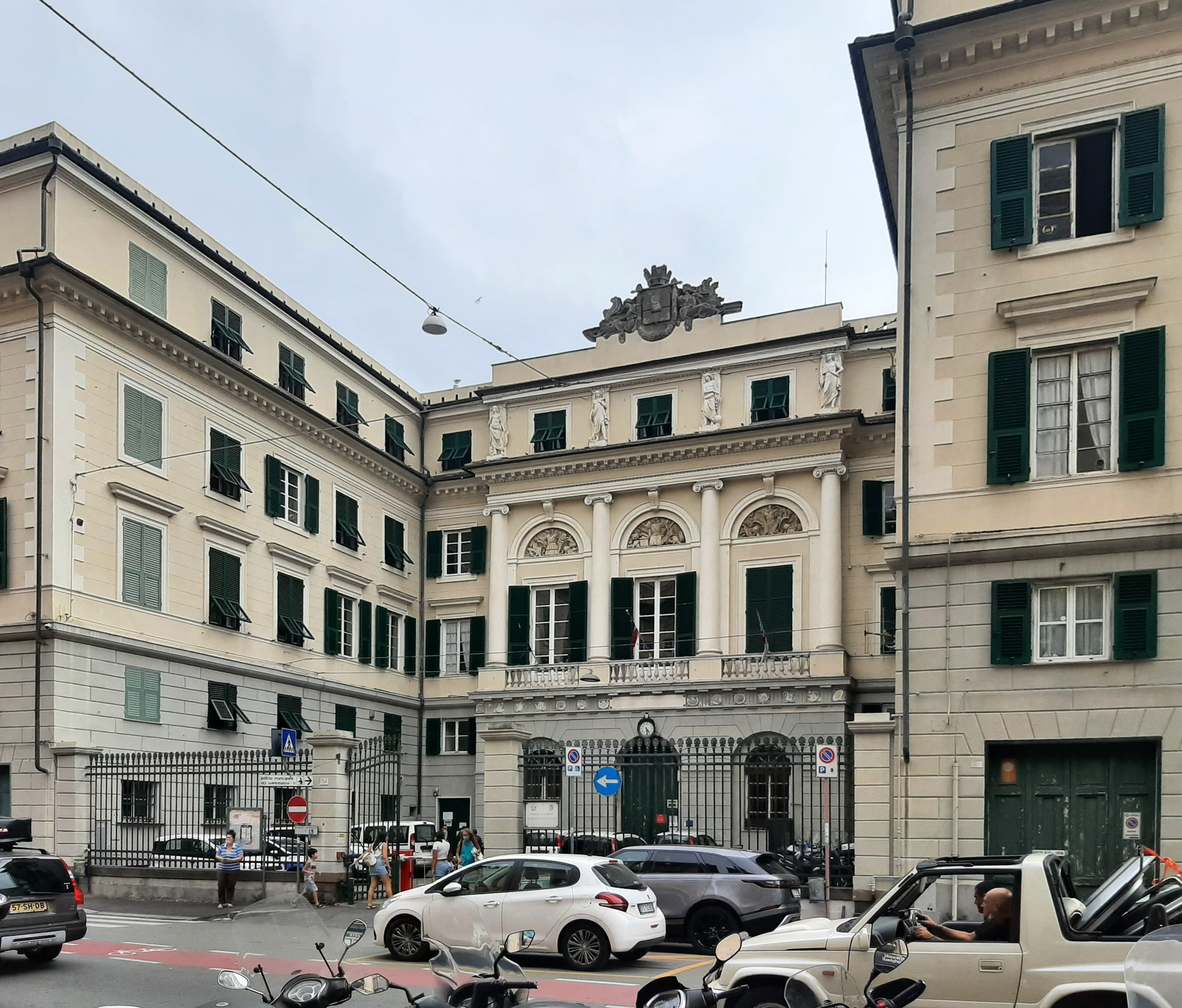
Ancienne mairie